# 미나미나가레야마역
미나미나가레야마역(일본어: 南流山駅, みなみながれやまえき)은 일본 지바현 나가레야마시에 있는 철도역이다.

## 역 구조

### 동일본 여객철도
상대식 승강장 2면 2선과 중선 하나를 가진 고가역이다. 자동 개찰기가 설치되어 있고, 미도리 창구는 2012년 1월 21일로서 영업 종료하고 대신 지정석 매표기로 지정권과 장거리 승차권류의 표를 발매를 하고 있다. 역사 내에는 에스컬레이터 4기, 엘리베이터 2기, 다기능 화장실이 설치되어 있다.
역 부근은 연간 20mm에서 60mm정도의 지반 침하가 예상돼 건설 시에 역의 마루를 슬라브 설계로, 필요한 부분에서는 마루 밑 배관을 평판에 매일 침하 방지 대책을 취하였다.
2012년 11월 12일, 역 개찰 내에 JR동일본 소매 인터넷이 운영하는 서점인 "북 익스프레스 미나미나가레야마 점"이 개업하였다.
| 1 | 무사시노 선 | 상행 | 미나미코시가야・미나미우라와・무사시우라와・니시코쿠분지・후추혼마치 방면 |
| 2 | 무사시노 선 | 하행 | 신마쓰도・니시후나바시・마이하마・도쿄・가이힌마쿠하리 방면               |

### 수도권 신도시 철도
섬식 승강장 1면 2선의 지하역. 개찰구는 1곳, 출입구는 A1, A2와 A3의 총 3개 있다.
당역에는 모든 종류의 열차가 정차한다. 기타센주역 ~ 모리야 역 간 중간역에서는 유일한 기존역이다.
혼잡 완화와 편리성의 향상을 위해 2011년 6월부터 승강장 연장 공사를 시작했다. 2012년 9월 23일 첫차부터 공용 개시 하였다. 구체적으로는 전후 약 40m(2량분)씩 승강장을 연장하고 상하행선의 열차 정지 위치를 미루는 일로 혼잡 완화를 도모하였다. 또 에스컬레이터의 상하 방향의 운전 전환이나 자동 개찰기 2대 이전한 것도 열렸다.

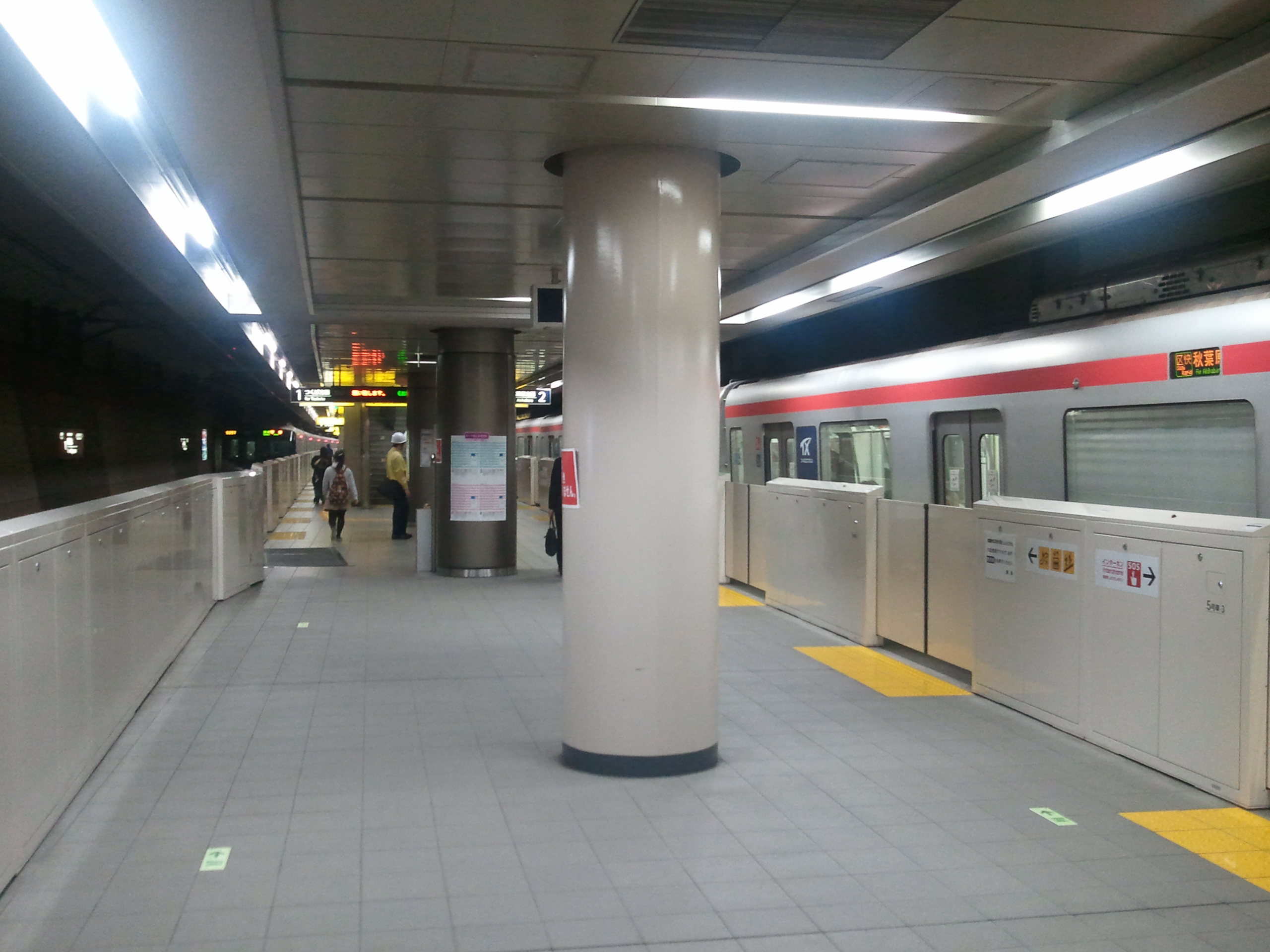
쓰쿠바 익스프레스 선 승강장의 모습

| 1 | TX 쓰쿠바 익스프레스 | 나가레야마오타카노모리・모리야・쓰쿠바 방면 |
| 2 | TX 쓰쿠바 익스프레스 | 기타센주・아사쿠사・아키하바라 방면         |

## 역세권 정보
- 에도강
- 도요가쿠엔 대학
- 지바 코프
- 나가레야마 중앙공원

## 역사
- 1973년 4월 1일: 국철 무사시노 선 역 영업 개시.
- 1987년 4월 1일: 일본 철도 민영화로 무사시노 선의 역이 JR동일본 소속이 됨.
- 2001년 11월 18일: IC카드 Suica 공용 개시.
- 2005년 8월 24일: 쓰쿠바 익스프레스 선 역 영업 개시.
- 2012년 1월 21일: JR역의 미도리 창구 영업 종료.

## 사진

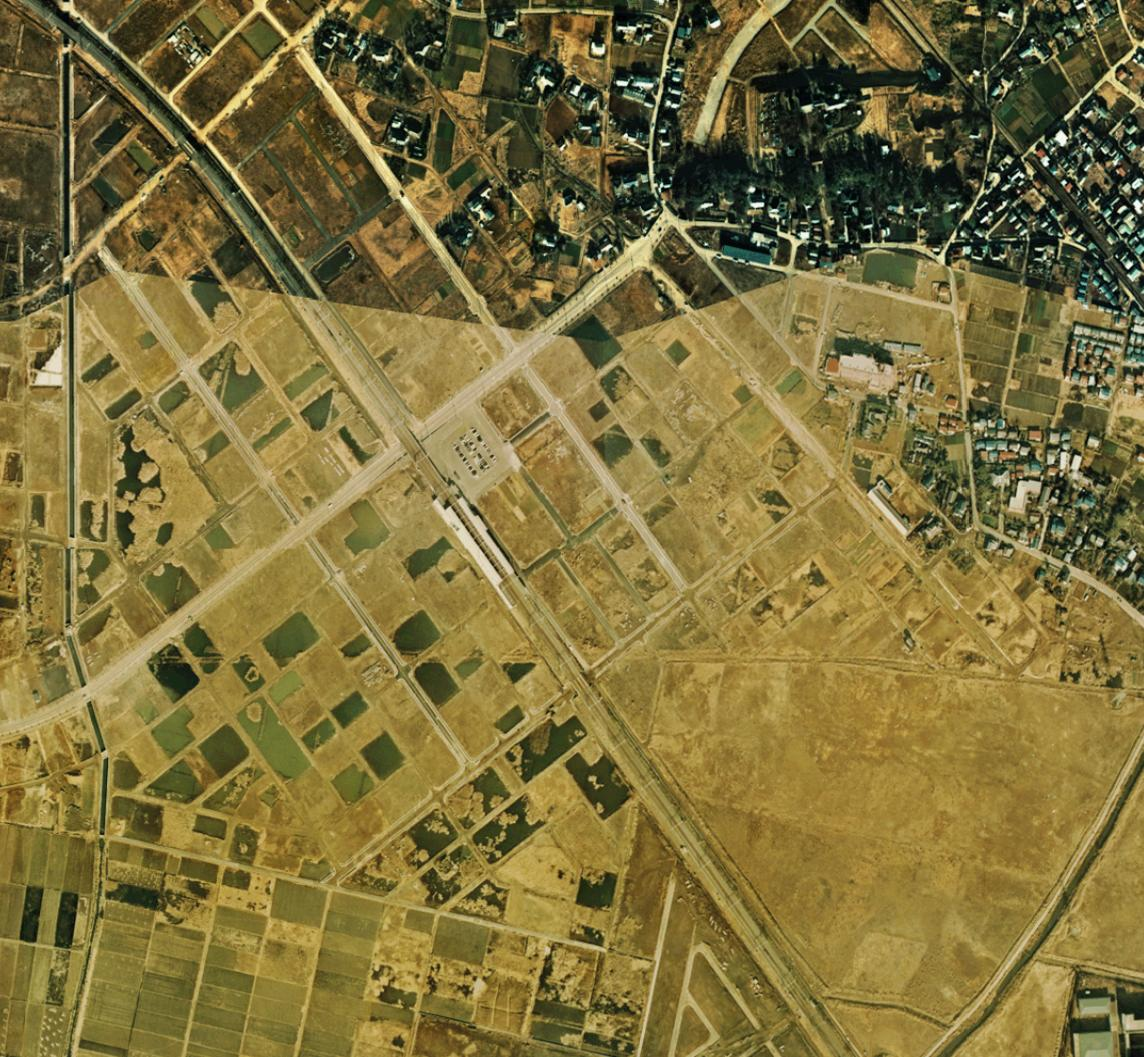
미나미나가레야마 역 위성사진 (1974년)

## 인접한 역
| 동일본 여객철도 무사시노 선    | 동일본 여객철도 무사시노 선 | 동일본 여객철도 무사시노 선           |
| ------------------------------ | --------------------------- | ------------------------------------- |
| 미사토 후추혼마치 방면         | ■무사시노 선 쾌속・보통     | 신마쓰도 도쿄・가이힌마쿠하리 방면    |
| 수도권 신도시 철도 조반 신선   |                             |                                       |
| 05 기타센주 01 아키하바라 방면 | ■쓰쿠바 익스프레스 쾌속     | 12 나가레야마오타카노모리 쓰쿠바 방면 |
| 09 미사토 중앙 아키하바라 방면 | ■쓰쿠바 익스프레스 구간쾌속 | 12 나가레야마오타카노모리 쓰쿠바 방면 |
| 09 미사토추오 아키하바라 방면  | ■쓰쿠바 익스프레스 보통     | 11 나가레야마 센트럴 파크 쓰쿠바 방면 |